# Larraga
Larraga – gmina w Hiszpanii, w Nawarze, o powierzchni 77,1 km². W 2011 roku gmina liczyła 2152 mieszkańców.